# Episodi di Made for Love (seconda stagione)
La seconda e ultima stagione della serie televisiva Made for Love, composta da 8 episodi, è stata distribuita sulla piattaforma streaming HBO Max dal 28 aprile al 19 maggio 2022.
In Italia, la stagione è stata trasmessa in prima visione sul canale satellitare Sky Serie il 28 agosto 2022.
| n° | Titolo                       | Pubblicazione USA | Prima TV Italia |
| -- | ---------------------------- | ----------------- | --------------- |
| 1  | I Have a Rotten Finger       | 28 aprile 2022    | 28 agosto 2022  |
| 2  | We're Losing Time            | 28 aprile 2022    | 28 agosto 2022  |
| 3  | Diane...We're In Trouble     | 5 maggio 2022     | 28 agosto 2022  |
| 4  | Another Byron, Another Hazel | 5 maggio 2022     | 28 agosto 2022  |
| 5  | You're Not the First         | 12 maggio 2022    | 28 agosto 2022  |
| 6  | Alice? Are You Listening?    | 12 maggio 2022    | 28 agosto 2022  |
| 7  | Under Open Sky               | 19 maggio 2022    | 28 agosto 2022  |
| 8  | Hazel vs. Hazel              | 19 maggio 2022    | 28 agosto 2022  |